# Ле Казе (Фиренца)
Ле Казе је насеље у Италији у округу Фиренца, региону Тоскана.
Према процени из 2011. у насељу је живело 59 становника. Насеље се налази на надморској висини од 24 м.